# Гіпокреальні
Гіпокреальні (Hypocreales) — порядок аскомікотових грибів класу сордаріоміцети (Sordariomycetes). Спори утворюються в асках плодових тіл типу апотеції. Плодові тіла, зазвичай, забарвлені у яскраві кольори (жовтий, помаранчевий, червоний).

## Класифікація
Порядок містить сім родин, 237 родів та 2647 видів.

### Родини
- Bionectriaceae
- Cordycipitaceae
- Clavicipitaceae
- Hypocreaceae
- Nectriaceae
- Niessliaceae
- Ophiocordycipitaceae

### Родиincertae sedis
Роди, що не віднесені до жодної родини:
- Bulbithecium
- Emericellopsis
- †Entropezites[2]
- Geosmithia
- Hapsidospora
- Leucosphaerina
- Metadothella
- †Mycetophagites[2]
- Nigrosabulum
- Payosphaeria
- Peethambara
- Peloronectria
- Pseudomeliola
- Scopinella
- Ticonectria
- Tilakidium
- Ustilaginoidea

## Галерея

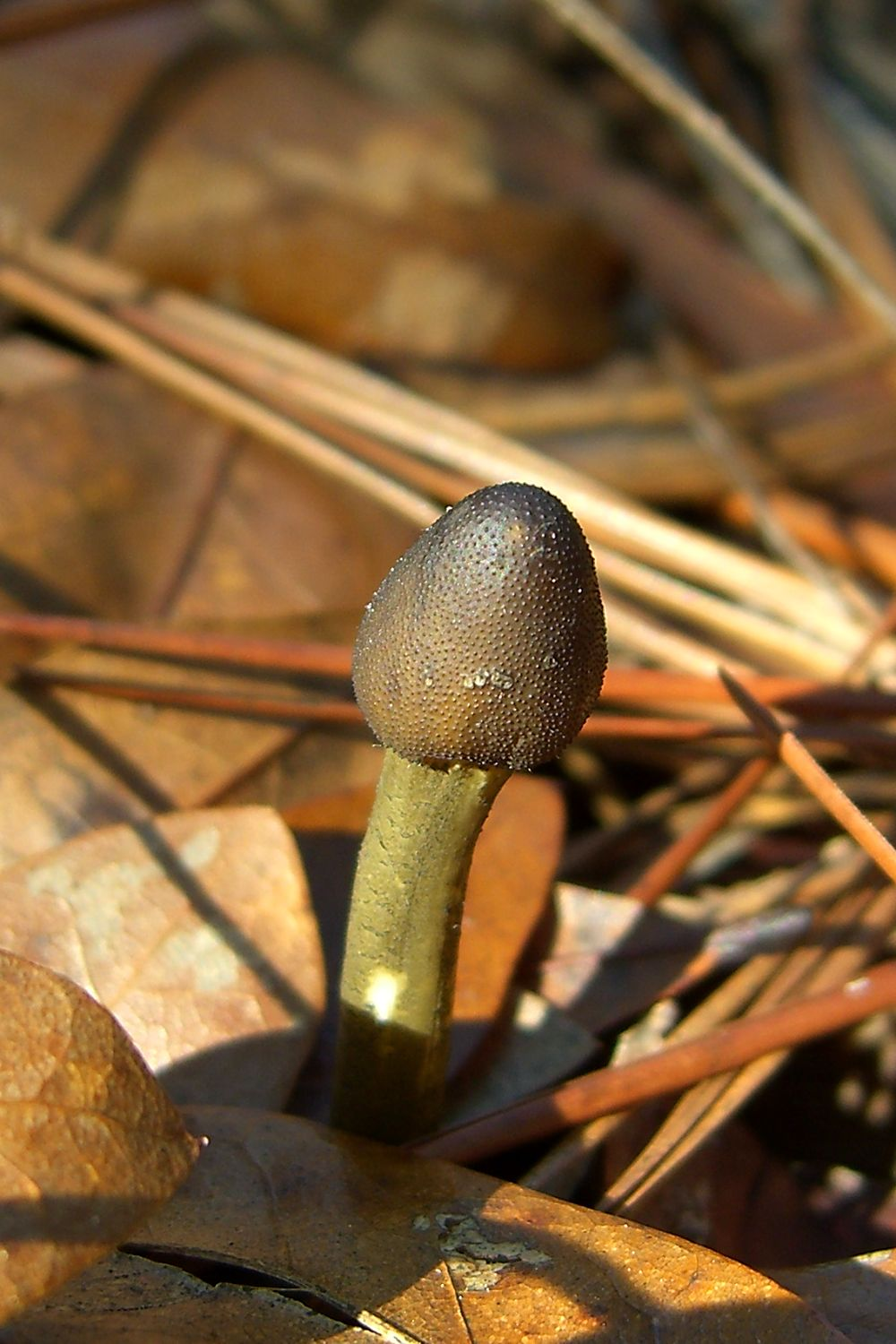
Вид роду Tolypocladium
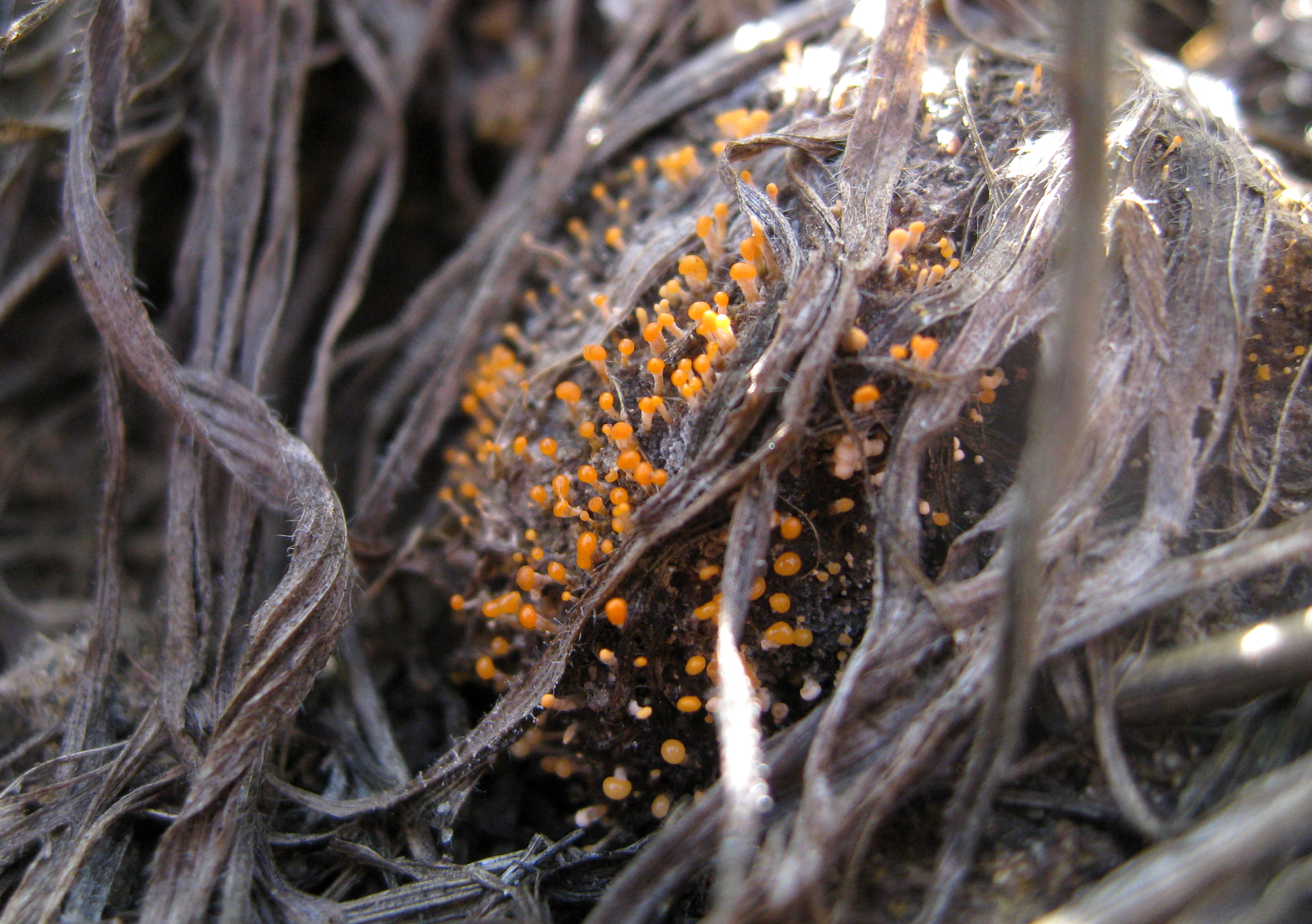
Stilbella fimetaria
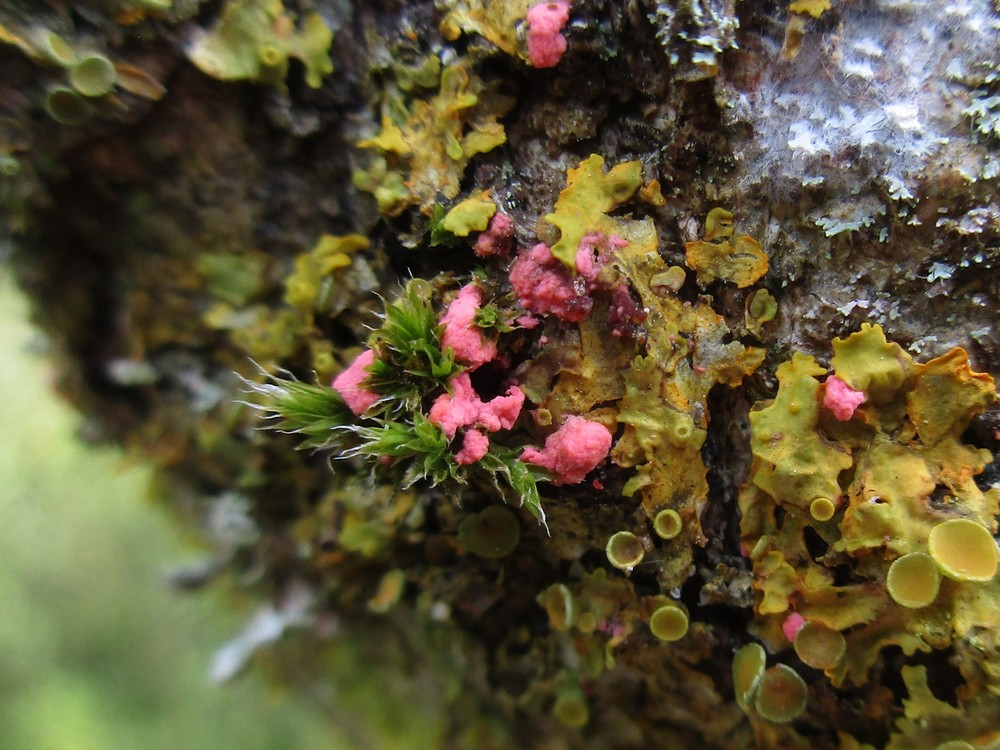
Illosporiopsis christiansenii (рожевий), що паразитує на лишайнику
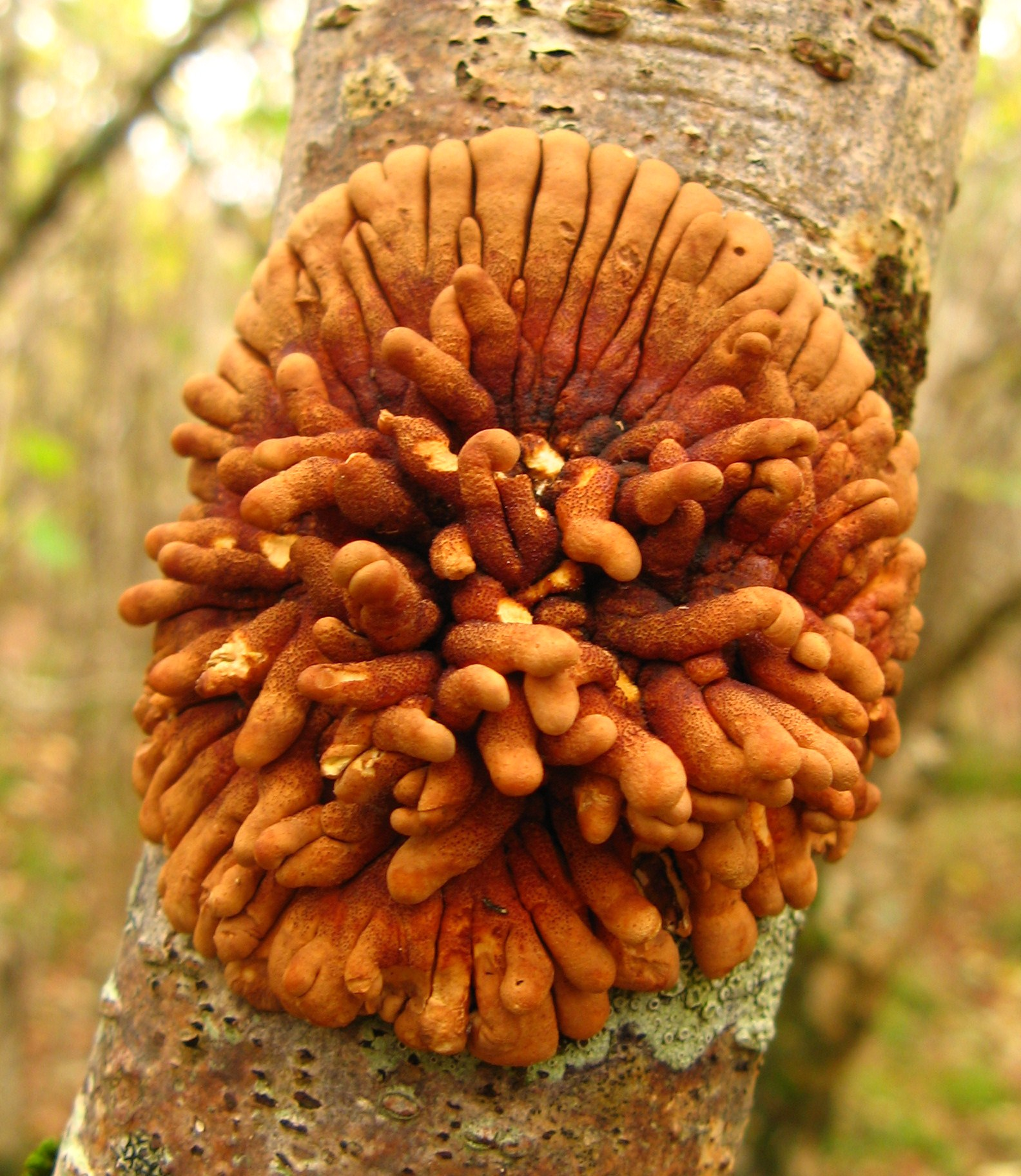
Hypocreopsis rhododendri на ліщині